# Ассоциация злоумышленников
«Ассоциация злоумышленников» (фр. Association de malfaiteurs) — французский фильм режиссёра Клода Зиди, вышедший в 1987 году.

## Сюжет
Тьерри, Жерар, Франсис и Даниэль — друзья, выпускники «Высшей коммерческой школы Парижа — HEC Paris ». Трое из них вполне преуспели в жизни и бизнесе. Даниель же не проявил себя, как предприниматель.
Однажды он предлагает своим друзьям вложиться в одно выгодное дело. Тьерри и Жерар отказываются и решают разыграть его, смонтировав на видеокассете выигрыш купленного им лотерейного билета. Даниель принимает розыгрыш за действительность, подписывает договор с Бернаром Хасслером, их бывшим товарищем и закладывает магазин матери с целью покупки земли, для постройки «Луна-парка». Ошеломлённые Тьерри и Жерар просят Хасслера разорвать сделку и аннулировать залог. Видя, что он не согласен, они решают забрать бумаги силой. Обнаружив, что договор находится в сейфе, друзья воруют его, прикрепив к машине.
Приехав к своему другу Франсису Карлье они открывают сейф, где кроме заветного договора обнаруживают чемодан с 4,5 миллионами франков. Не решаясь их взять, Тьерри и Жерар кладут чемодан обратно в сейф и возвращают его Хасслеру, предварительно забрав договор. Выясняется, что Бернар Хасслер попытался продать землю сразу нескольким клиентам и получил от них залог. При этом участок совершенно не стоит своих денег и Хасслер обманом убедил клиентов в его выгодном расположении. Но, в ту же самую ночь, возвратившись домой, они встречают комиссара Брюне, приехавшего к ним, по жалобе Хасслера, который утверждает, что у него был похищен тот самый чемодан.
Тьерри и Жерар вынуждены скрыться из Парижа и перейти на нелегальное положение. Они переезжают в пригород к дяде Жерара Гадену и пытаются разобраться, как получилось, что их подставили. На преступный дуэт выходит местная полиция в лице комиссара Моник Лемерсье, в прошлом любовницы Жерара. Хасслер, помимо требований возврата денег, еще и пытается соблазнить яркую красавицу, невесту Тьерри - Клер. Клер, втайне от Тьерри ведет параллельную игру встречаясь с Хасслером. Сблизившись с ним, Клер выясняет что Хасслер планирует очередную, незаконную, операцию связанную с большой суммой денег. Используя эту информацию, Тьерри и Жерар, похитив сумму в 3 раза больше, заставляют Хасслера забрать заявление в обмен на деньги и возвращают себе доброе имя. После того как друзья возвращаются в город тихоня и примерный семьянин Франсис признается, что незаметно присвоил себе чемодан с деньгами. Хасслеру действительно вернули сейф без денег и у друзей остается 4,5 миллиона франков.

## В ролях
- Франсуа Клюзе — Тьерри Дерок де Плебелек
- Кристоф Малавуа — Жерар Галуа
- Клер Небу — Клер
- Вероник Жене — комиссар Моник Лемерсье
- Жан-Пьер Биссон — Бернар Хасслер
- Жерар Лекайон — Франсис Карлье
- Жан-Клод Леге — Даниель Бутено
- Роже Дюма — комиссар Брюне
- Юбер Дешам — Тонтон Гаден, дядя Жерара
- Патриция Мальвуазен — Оливия
- Саймон Майкл — полицейский
- Дидье Каминка — полицейский

## Съёмочная группа
- Режиссёр: Клод Зиди
- Сценарий: Клод Зиди, Мишель Фабр, Дидье Каминка, Саймон Майкл
- Оператор: Жан-Жак Тарб
- Монтажёр: Николь Сонье
- Композитор: Франсис Лэй
- Художник: Франсуаз Де Ле

## Дополнительные факты
- Роль комиссара Моник Лемерсье в исполнении Вероник Жене вдохновила авторов на создание французского сериала «Жюли Леско» (фр. Julie Lescaut).
- В фильме сыграли сразу два автора сценария в роли полицейских: Саймон Майкл и Дидье Каминка.
- Сценарист Саймон Майкл сам бывший полицейский.
- Тьерри и Жерар скрылись в маленьком городке Конфлан-Сент-Онорин, в 27 км к северу от Парижа.